# Campeonato Asiático de Atletismo de 2023 - 20 km marcha atlética masculina
A prova da marcha atlética 20 km masculina do Campeonato Asiático de Atletismo de 2023 foi disputada no dia 16 de julho de 2023, no Estádio Nacional, em Banguecoque, na Tailândia.

## Recordes
Antes desta competição, os recordes mundiais e do campeonato nesta prova eram os seguintes:
|                       | Nome          | Nacionalidade | Tempo      | Local  | Data                   |
| --------------------- | ------------- | ------------- | ---------- | ------ | ---------------------- |
| Recorde mundial       | Yusuke Suzuki | Japão         | 1h 16m 36s | Nomi   | 16 de março de 2015    |
| Recorde do campeonato | Han Yucheng   | China         | 1h 21m 12s | Manila | 22 de setembro de 2003 |
| Recorde asiático      | Yusuke Suzuki | Japão         | 1h 16m 36s | Nomi   | 16 de março de 2015    |

## Medalhistas
| Ouro                  | Prata             | Bronze             |
| Yutaro Murayama (JPN) | Wang Kaihua (CHN) | Vikash Singh (IND) |

## Cronograma
Todos os horários são locais (UTC+7)
| Data        | Hora  | Evento |
| ----------- | ----- | ------ |
| 16 de julho | 06:00 | Final  |

## Resultado final
A final ocorreu no dia 16 de julho às 06:00.
| Posição           | Atleta            | Nacionalidade | Tempo   | Notas           |
| ----------------- | ----------------- | ------------- | ------- | --------------- |
| Medalha de ouro   | Yutaro Murayama   | Japão         | 1:24:40 |                 |
| Medalha de prata  | Wang Kaihua       | China         | 1:25:29 |                 |
| Medalha de bronze | Vikash Singh      | Índia         | 1:29:32 |                 |
| 4                 | Zhang Jiaxu       | China         | 1:31:08 |                 |
| 5                 | Georgiy Sheiko    | Cazaquistão   | 1:31:26 |                 |
| 6                 | Hsu Chia-wei      | Taipé Chinesa | 1:31:30 |                 |
| 7                 | Hendro            | Indonésia     | 1:35:59 |                 |
| 8                 | Chin Man Kit      | Hong Kong     | 1:36:40 |                 |
| 9                 | Athit Sriwichai   | Tailândia     | 1:42:51 |                 |
| 10                | Natthanon Sukchum | Tailândia     | 1:44:56 | Recorde pessoal |
| 11                | Phyo Tun Pyae     | Myanmar       | 1:45:47 |                 |
| 99                | Hiroto Jusho      | Japão         | DNF     |                 |
| 99                | Akshdeep Singh    | Índia         | DSQ     |                 |

Legenda
| Recorde mundial       | Recorde mundial (World record)               |                       | Recorde africano                      | Recorde africano (African) |                                           | Q | Classificado por posição (Qualified) |
| Recorde do campeonato | Recorde do campeonato (Championship record)  | Recorde da América    | Recorde da América (Americas)         | q                          | Classificado por melhor tempo (Qualified) |   |                                      |
| Melhor marca do ano   | Melhor marca do ano (World leading)          | Recorde asiático      | Recorde asiático (Asian)              | DNS                        | Não largou (Did not start)                |   |                                      |
| Recorde nacional      | Recorde nacional (National record)           | Recorde europeu       | Recorde europeu (European)            | DNF                        | Não terminou (Did not finish)             |   |                                      |
| Recorde pessoal       | Recorde pessoal do atleta (Personal best)    | Recorde da Oceania    | Recorde da Oceania (Oceania)          | DSQ / DQ                   | Desclassificado (Disqualified)            |   |                                      |
| Recorde da temporada  | Recorde da temporada do atleta (Season best) | Recorde sul-americano | Recorde sul-americano (South America) | NM                         | Sem marca (No mark)                       |   |                                      |